# Папа Бенедикт VII
Папа Бенедикт VII (лат. Benedictus VII; Рим - Рим, 10. јул 983) је био 135. папа од 974 до 10. јула 983.